# Národní portrétní galerie (Londýn)
Národní portrétní galerie je umělecká galerie v centru Londýna, otevřená roku 1856. Její sbírky obsahují portréty významných postav britské historie s ohledem na význam portrétované osobnosti. Kolekce obsahuje fotografie a karikatury stejně jako obrazy, kresby a sochy. Po vzoru této galerie vznikly další národní portrétní galerie v jiných, zejména anglosaských zemích.
Ne všechny portréty jsou významné z uměleckého hlediska i když sbírka obsahují vlastní podobizny Williama Hogartha, sira Joshuy Reynoldse a jiných významných britských malířů. Některé z nich, například společný portrét účastníků konference v Somerset House roku 1604, jsou významnými historickými dokumenty samy o sobě. Některá díla jsou spíše ceněna pro svou kuriozitu než uměleckou hodnotu, například portrét Eduarda VI., portrét sester Charlotte, Emily a Anny Brontëových od Patricka Branwelal Brontëho nebo socha královny Viktorie a prince Alberta ve středověkých kostýmech. Portréty žijících postav byly poprvé zahrnuty do sbírek roku 1969.
Řada z lidí, kteří se nechali portrétovat ve fotografickém studiu Fredericka Scotta Archera, náležela k známým osobnostem své doby (Marquis of Northampton, Lord Albert Conyngham, William Smith). Jejich portrétní fotografie vytvořené Archerovým studiem jsou k vidění v této galerii. Z fotografických děl sbírky obsahují tři snímky českého fotografa Ericha Auerbacha.
Do budovy na sever od sousední Národní galerie byla přemístěna roku 1896. Původní budova byla rozšířena dvakrát. První rozšíření, financované lordem Deveenem roku 1933, se rozprostírá kolem Orange Street a druhé pořízené za přispění Christophera Ondaatje pochází z roku 2000. Tato přístavba se nachází mezi budovami Národní galerie a National Portrait Gallery a je pozoruhodná svým obrovským pohyblivým schodištěm zasahujícím do dvou poschodí.
Kromě stálé expozice historických portrétů vystavuje galerie i sbírku současných prací, předvádí portréty z dílny současných autorů a pořádá každoroční soutěž BP Portrait Prize.
Doprava – metro – Charing Cross, Embankment, Leicester Square.